# Lucrezia Paulis
Lucrezia Paulis (Roma, 22 settembre 2003) è una schermitrice italiana, specializzata nella spada.

## Carriera
Lucrezia, nata a Roma ma abitante di Ariccia, è allenata dal Maestro Daniele Pantoni.

### Fasi giovanili
Lucrezia si fa notare da molto giovane dato che, a soli 15 anni, partecipa campionati italiani assoluti a Milano in cui arriva 38esima nella gara individuale. Da quel momento sarà una presenza fissa alla competizione nazionale assoluta prendendo comunque parte anche alle competizioni dei "pari età"; infatti, nel 2019, parteciperà ai campionati cadetti a Lecce in cui arriverà dodicesima. Nello stesso anno arriverà nona agli assoluti a Palermo.

### 2020-2021
Sono gli anni intaccati dalla pandemia di COVID-19 che ne rallentano irrimediabilmente la crescita; nonostante ciò nel biennio partecipa a molte gare internazionali e nazionali. Nel 2020 infatti partecipa ai campionati europei cadetti a Parenzo in cui arriva 19esima nella competizione individuale ma, nella competizione a squadre, vince la medaglia d'oro, assieme a Gaia Caforio, Anita Corradino e Carola Maccagno, battendo in finale la compagine israeliana. Sempre nel 2020 partecipa, a Tunisi, al campionato del mediterraneo sia nella categoria under-17 che in quella under-20 e tornerà a casa con una medaglia di bronzo nella categoria under-17 e la medaglia d'argento in quella under-20. Riesce inoltre a partecipare a una tappa di Coppa del Mondo giovani, disputata a Udine in cui arriva 65esima. Nel 2021 riesce a partecipare a competizioni nazionali tra cuiː quella giovani, svolta a Riccione, in cui vince la medaglia d'argento; quella under-23, svolta a Cagliari, in cui arriva ottava e quella assoluta, svolta a Cassino, in cui arriva 21esima.

### 2022
Il 2022 è un anno dolce-amaro in cui partecipa al campionato mondiale giovanile, svolto a Dubai, in cui arriva solamente 98esima nella competizione individuale e 12esima in quella a squadre. Partecipa poi al campionato europeo juniores, a Novi Sad, in cui arriva 37esima nell'individuale e ottava a squadre. Inizia poi a partecipare alla Coppa del Mondo sia giovani che assolutiː nella competizione giovani raggiunge come best-result l'ottava posizione nella tappa di Lussemburgo mentre in quella assoluti arriva 62esima nella tappa di Tallinn. Nelle competizioni nazionali partecipa a quella giovani e in quella assoluti, svolta a Courmayeur, in cui arriva 18esima.

### 2023
Nel 2023 partecipa al campionato mondiale giovanile, a Plovdiv, in cui migliora di molto i risultati dell'anno scorso in cui arriva sesta nella competizione individuale e quinta in quella a squadre. Prende poi parte ai campionati europei juniores, a Tallinn, in cui arriva 39esima nell'individuale e quinta a squadre. Nella Coppa del Mondo giovani arriva nona nella competizione generale grazie ai risultati ottenuti nelle varie tappe in particolare grazie alː quinto posto alla tappa di Laupheim, terzo a quella di Burgos, l'undicesimo a Udine e il ventesimo a Istanbul. Nelle competizioni nazionali partecipaː alla competizione giovani, a Padova, in cui vince il bronzo individuale; alla competizione under-23, a Vercelli, in cui vince l'argento nella competizione a squadre e alla competizione assoluti, a La Spezia, in cui arriva sesta nell'individuale.

### 2024
Nel 2024 inizia a sbocciare il suo talento; partecipa infatti al campionato europeo Under-23, ad Adalia in cui arriva quinta nella competizione a squadre, in cui uscirà ai quarti contro Emma Sont, e quarta in quella a squadre dove escono in semi alla stoccata decisiva contro l'Ucraina, poi vincitrice dell'oro, e perderanno la finalina contro la Polonia. Inizia a partecipare con molta costanza alla Coppa del Mondo in cui arriverà 91esima nella classifica generale con best-result la 31esima posizione raggiunta a Budapest. A livello nazionale vince l'oro ai campionati italiani under-23, nella competizione individuale, a Rende. Ai campionati italiani assoluti, svolti a Cagliari, arriva undicesima nell'individuale e vince la sua prima medaglia nella competizione assoluti raggiungendo il bronzo a squadre.

### 2025
È l'anno post olimpico da cui le spadiste italiane sono uscite da vincitrici con un oro a squadre storico seguito dal ritiro di Mara Navarria che significa un vuoto nel quartetto che Lucrezia potrà colmare. Partecipa al campionato europeo Under-23, svolti a Tallinn, in cui ripete la quinta posizione dell'anno scorso, battuta in questo caso da Anna Maksymenko, futura campionessa europea under-23. Nella competizione a squadre invece vince l'oro a squadre. battendo l'Ungheria in finale per 45-25. Medaglia vinta assieme Gaia Caforio, Carola Maccagno e Vera Perini. Nelle tappe di Coppa del Mondo ottiene risultati molto incoraggianti in individuale raggiungendo per ben due volte il podio nella tappa di Gran Prix di Doha e a Barcellona. Nella competizione a squadre raggiunge il secondo posto nella tappa a Fujaira che bissa anche nella tappa a Wuxi. Nelle competizioni nazionali prende parti agli assoluti in cui vince la sua prima medaglia d'oro assieme a Giulia Rizzi, Alberta Santuccio e Alice Clerici. Prende poi parte al campionato europeo in cui prende parte solo alla competizione a squadre dove perde in semifinale contro l'Ucraina, poi vincitrice, per poi vincere il bronzo alla finalina contro l'Estonia assieme a Giulia Rizzi, Alberta Santuccio e Rossella Fiamingo.

## Palmarès

### Risultati élite
In carriera ha ottenuto i seguenti risultati:
Europei
Individuale
A squadre
- Bronzo nella spada ad Genova 2025

Coppa del mondo
Prove individuali
- 2024-2025 -  (Doha, Barcellona)

Prove a squadre
- 2024-2025 -  (Fujaira, Wuxi)

Campionati italiani
Individuale
A squadre
- Oro nella spada a Piacenza 2024
- Bronzo nella spada a Cagliari 2024

### Risultati giovani
Europei cadetti
Individuale
A squadre
- Oro nella spada a Parenzo 2020

Campionati del mediterraneo giovani
Individuale
- Bronzo nella spada a Tunisi 2020

A squadre
Campionati del mediterraneo cadetti
Individuale
- Bronzo nella spada a Tunisi 2020

A squadre